# Argas dulus
Argas dulus är en fästingart som beskrevs av Keirans, Clifford och Capriles 1971. Argas dulus ingår i släktet Argas och familjen mjuka fästingar.
Artens utbredningsområde är Dominikanska republiken. Inga underarter finns listade i Catalogue of Life.